# Pedrito de Portugal
Pedro Alexander Anjos Roque Silva más conocido bajo el nombre de Pedrito de Portugal nacido el 11 de febrero de 1974 en Lisboa, Portugal, es un torero portugués.

## Presentación y carrera
Hijo de un banderillero, debuta en 1991 en Tarazona de la Mancha, (Albacete). Después de tres años de novillero con picadores, toma la alternativa en Badajoz, el 26 de junio de 1994 con Paco Ojeda como padrino y de testigo, Finito de Córdoba con toros de Mercedes Pérez-Taberno. Triunfa este día allí cortando tres orejas. En Francia, donde es muy apreciado, debuta en Beaucaire el 24 de julio de 1994. Marcha luego a Colombia donde torea en Cali en compañía de Enrique Ponce y de César Camacho.
Confirma su alternativa en Madrid el 15 de mayo de 1996 frente al toro Fantasía de la ganadería El Pilar, con « Joselito » como padrino y de testigo a « Finito de Córdoba »  después en  México el 3 de noviembre de 1996 ante el toro Coquetón de la ganadería Xajay teniendo de padrino a Guillermo Capetillo.
Apreciado en numerosas plazas de toros, hasta el final de los años 1990, se encuentra en el escalafón bastante regularmente. Pero a marchar de 2001, su carrera declina y él no torea más que ocasionalmente.
Abel Moreno ha compuesto para él un pasodoble taurino que lleva su nombre: Pedrito de Portugal.